# With You
With You ist ein Lied des US-amerikanischen Musikers Chris Brown. Es wurde am 2. November 2007 als vierte Single aus Browns drittem Studioalbum Exclusive veröffentlicht, woraufhin es unter anderem Platz zwei der Billboard Hot 100, Position acht der britischen Charts und Rang 33 der deutschen Singlecharts erreichte. Bis heute wurden rund 2.340.000 CDs verkauft.

## Musikvideo
Das Musikvideo wurde am 20. November 2007 in Los Angeles gedreht, dabei führte Erik White, welcher bereits zuvor in dieser Funktion mit Brown zusammengearbeitet hatte, Regie. Brown selbst fungierte als Co-Regisseur. Am 3. Dezember 2007 wurde der Clip erstmals gezeigt. In einem Interview mit MTV sagte er außerdem, dass dieses Video mehr auf ihn fokussiert sei. Er habe diesmal auf störende Nebengeräusche verzichtet. Bei den MTV Video Music Awards 2008 gewann der Clip einen Preis in der Kategorie „Best Male Video“. Dabei hatte er sich gegen Usher, Flo Rida, Lil Wayne und T.I. durchgesetzt.

## Rezeption

### Kritiken
Bill Lamb gab dem Lied 4,5 von fünf Sternen und charakterisierte es als „perfekte langsame Tanz-Alternative“. Weiter fügte er hinzu, dass Brown zwar unzählige junge Fans in Verzückung geraten lasse, allerdings bis jetzt noch keine erstklassige romantische Darbietung veröffentlicht hätte. Dieser Titel wäre genau diese Darbietung. Dabei beschrieb er den Songtext als „manchmal allzu einfach“. Des Weiteren war er der Meinung, dass der Titel Brown helfe, zu beweisen, dass er nicht nur ein großartiger Tänzer sei, sondern auch wirklich stimmlich mit den Zuhörern kommunizieren könne.

### Auszeichnungen und Nominierungen
Bei den Teen Choice Awards 2008 war der Titel in der Kategorie „Choice Music: Single“ nominiert, der Preis ging jedoch an die Jonas Brothers („When You Look Me in the Eyes“). Bei den People’s Choice Awards 2009 musste er sich in der Kategorie „Favorite R&B Song“ Alicia Keys und dem Lied „No One“ geschlagen geben.

## Kommerzieller Erfolg
In den Billboard Hot 100 stieg das Lied im Dezember auf Platz 72 ein. In der darauffolgenden Woche kletterte es bereits bis auf Rang 40 und in der wiederum nächsten Woche erlangte es mit Position 25 erstmals eine Top-30-Platzierung. Nachdem es in der kommenden Woche in die Top 20 einstieg, erreichte es nach sieben Wochen eine Top-Ten-Platzierung. Nach zehn Wochen erlangte es mit Rang zwei seine Höchstplatzierung, die es insgesamt und mit Unterbrechungen sechs Wochen lang verteidigen konnte. Der Titel ist neben den Singles „Run It!“ und „Kiss Kiss“, welche beide Platz eins in den USA erreichten, und dem Lied „Forever“ welches ebenfalls Rang zwei erlangte, die erfolgreichste Veröffentlichung Browns. In Deutschland platzierte sich der Titel auf Position 33, im Vereinigten Königreich erreichte er den achten Rang.
| ChartsChartplatzierungen       | Höchstplatzierung | Wochen |
| ------------------------------ | ----------------- | ------ |
| Deutschland (GfK)              | 33 (11 Wo.)       | 11     |
| Österreich (Ö3)                | 42 (10 Wo.)       | 10     |
| Schweiz (IFPI)                 | 24 (31 Wo.)       | 31     |
| Vereinigte Staaten (Billboard) | 2 (29 Wo.)        | 29     |
| Vereinigtes Königreich (OCC)   | 8 (36 Wo.)        | 36     |

| ChartsJahrescharts (2008)      | Platzierung |
| ------------------------------ | ----------- |
| Schweiz (IFPI)                 | 85          |
| Vereinigte Staaten (Billboard) | 9           |
| Vereinigtes Königreich (OCC)   | 39          |

### Auszeichnungen für Musikverkäufe
Bis heute verkaufte sich With You weltweit über 9,2 Millionen Mal.
| Land/Region                  | Auszeichnungen für Musikverkäufe (Land/Region, Auszeichnung, Verkäufe) | Verkäufe  |
| ---------------------------- | ---------------------------------------------------------------------- | --------- |
| Australien (ARIA)            | 4× Platin                                                              | 280.000   |
| Brasilien (PMB)              | Platin                                                                 | 60.000    |
| Dänemark (IFPI)              | Platin                                                                 | 90.000    |
| Japan (RIAJ)                 | Gold                                                                   | 100.000   |
| Kanada (MC)                  | Gold                                                                   | 20.000    |
| Neuseeland (RMNZ)            | 3× Platin                                                              | 90.000    |
| Norwegen (IFPI)              | 2× Platin                                                              | 20.000    |
| Vereinigte Staaten (RIAA)    | 6× Platin (Single) · + 2× Platin (Ringtone)                            | 7.000.000 |
| Vereinigtes Königreich (BPI) | Platin                                                                 | 600.000   |
| Insgesamt                    | 2× Gold · 20× Platin ·                                                 | 9.260.000 |

Hauptartikel: Chris Brown (Sänger)/Auszeichnungen für Musikverkäufe

## Coverversionen
Bevor er entdeckt worden war, postete der kanadische Sänger Justin Bieber eine Interpretation des Liedes auf seinem Youtube-Kanal. Der Titel trug somit zur Entdeckung Biebers durch Scooter Braun bei. Brown gratulierte Bieber später in einem Telefonat für die Aufmerksamkeit, die er erregt hatte.

## Mitwirkende Personen
Quelle: Album-Booklet
- Gesang – Chris Brown
- Songwriter – Johnta Austin, Tor Erik Hermansen, Mikkel S. Eriksen, Espen Lind, Amund Bjørklund
- Produzent – Stargate
- Aufnahme – Mikkel S. Eriksen
- Abmischung – Phil Tan
- Fotografie – Maurice Bossers
- Gitarre – Espen Lind
- Andere Instrumente – Mikkel S. Eriksen, Tor Erik Hermansen